# Józsa Imre-díj
A Józsa Imre-díjat a színész halála után Nemcsák Károly, a József Attila Színház igazgatója kezdeményezésére alapították 2017-ben. Az elismerést a teátrum társulatának tagja kaphatja, az évad kiemelkedő teljesítményéért. A díj odaítéléséről Józsa Imre két özvegyeː Kocsis Judit és Létay Dóra dönt.

## Díjazottak
- 2017 – Botár Endre[1]
- 2018 – Blazsovszky Ákos[2]
- 2019 – Chajnóczki Balázs
- 2020 – Kiss Gábor[3]
- 2021 – Jónás Andrea
- 2022 – Auksz Éva[4]
- 2023 – Kónya Merlin Renáta[5]
- 2024 – Horváth Sebestyén Sándor[6]
- 2025 – Kucskár Kamilla[7]